# Sindrome da adattamento allo spazio
La sindrome da adattamento allo spazio, anche indicata con l'acronimo SAS o con i nomi di sindrome da adattamento spaziale o mal di spazio, è la sensazione di disturbo sperimentata da diversi astronauti nell'adattamento all'assenza di peso.
Tale sindrome sembra manifestarsi in misura più accentuata se il veicolo offre un'alta possibilità di movimento, ad esempio è risultata piuttosto alta sullo Space Shuttle. Dovuta probabilmente ai segnali contrastanti ricevuti dal cervello dagli organi sensoriali rispetto a quelli che regolano l'equilibrio (l'apparato vestibolare), può indurre vomito, diarrea, mancanza di appetito, cefalea e malessere diffuso. La sensibilità del singolo astronauta al mal di spazio è difficilmente prevedibile e può risultare più o meno marcata. Dopo una prolungata permanenza nello spazio, può manifestarsi anche al rientro a terra; in tal caso è indicata come "sindrome da sbarco".
È trattata con terapie farmacologiche parzialmente efficaci, che generalmente inducono sonnolenza come effetto collaterale.

## Storia

### Vostok 2
Il primo uomo a manifestare i sintomi del mal di spazio fu il cosmonauta German Titov il 6 agosto 1961, a bordo della Vostok 2. Titov mostrò scarso appetito e, dopo essersi forzato ad ingerire qualcosa, manifestò nausea e vomitò. Titov riferì costantemente riguardo alle sue condizioni di salute, poiché uno degli scopi della missione – la seconda in assoluto con un uomo a bordo – era proprio analizzare la risposta dell'organismo umano all'ambiente spaziale. La sua sintomatologia destò notevole preoccupazione tra i sovietici che attesero più di un anno prima di procedere con il lancio successivo. A Titov, che all'epoca aveva 25 anni, non furono assegnate altre missioni nello spazio.

### Programma Apollo

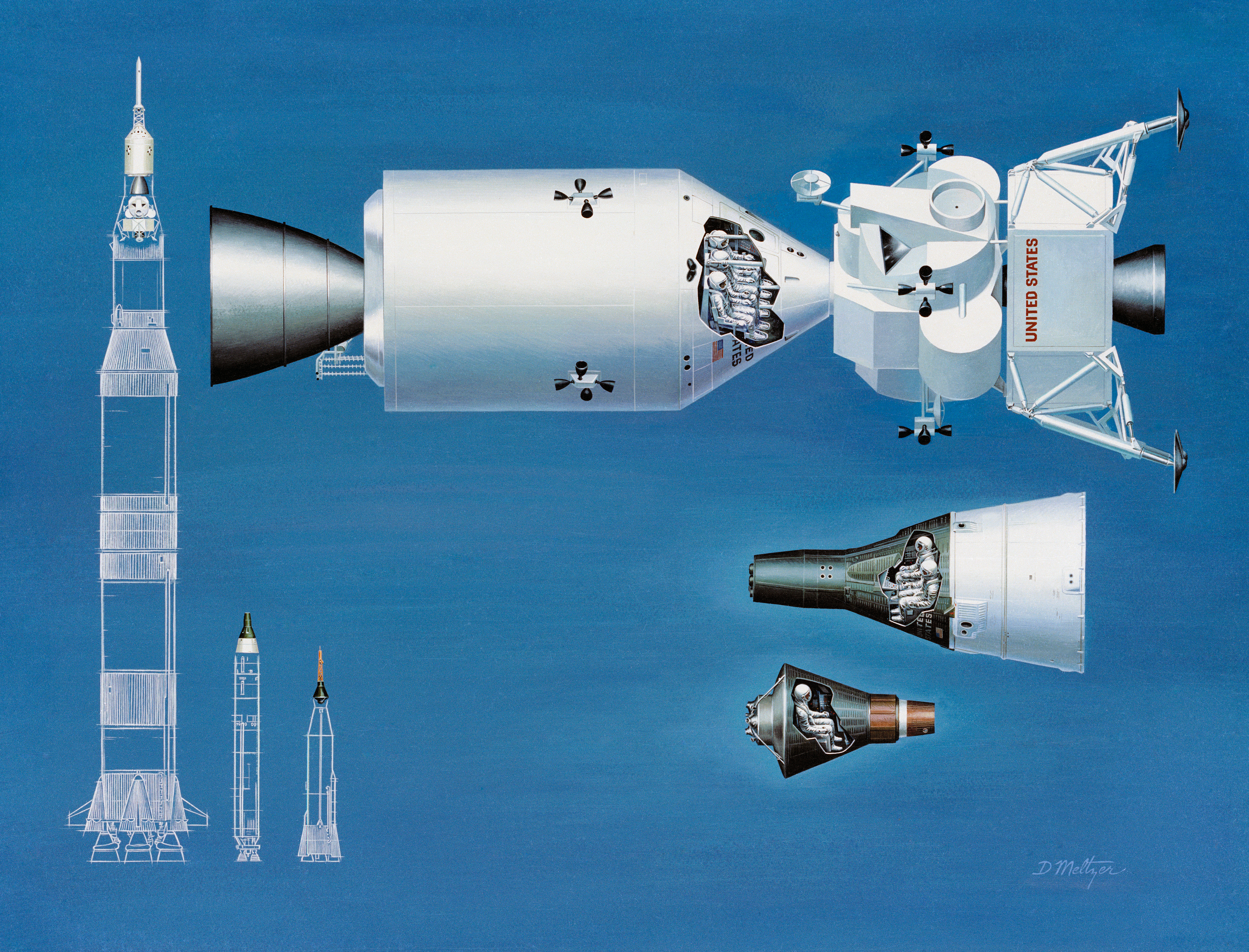
Confronto nelle dimensioni tra le navette Mercury, Gemini e Apollo.

Dall'altro lato della cortina di ferro, gli astronauti statunitensi impegnati nei Programmi Mercury (1961-1963) e Gemini (1965-1966) non manifestarono la sindrome da adattamento allo spazio, forse perché le capsule erano così strette da limitare molto le loro possibilità di movimento in assenza di peso. La navetta Apollo, viceversa, garantiva una certa libertà di movimento all'equipaggio, che avrebbe dovuto abitarla per diversi giorni nel viaggio verso la Luna e ritorno. A posteriori è stato suggerito che il raffreddore che colpì tutti e tre i membri dell'equipaggio dell'Apollo 7 – la prima missione del Programma Apollo con un equipaggio a bordo – fosse in realtà derivato dalla sindrome da adattamento allo spazio. È invece certo che Frank Borman, comandante dell'Apollo 8, abbia manifestato il mal di spazio nel corso della missione.
L'Apollo 8 venne lanciata il 21 dicembre 1968 e fu la prima missione del Programma a raggiungere la Luna, orbitare intorno ad essa e tornare in sicurezza sulla Terra. La sua durata sarebbe stata di circa sei giorni. Alla dodicesima ora di volo Borman, che aveva problemi a prendere sonno, chiese di poter assumere una compressa di secobarbital. Autorizzato, si appisolò, ma al suo risveglio iniziò a manifestare sintomi tipici del mal di spazio: vomitò due volte e accusò diarrea, lasciando l'interno della navicella piena di piccoli residui di vomito e feci che l'equipaggiò cercò di pulire al meglio. Borman non avrebbe voluto che il controllo missione fosse informato dei suoi problemi di salute, ma i suoi compagni, Jim Lovell e William Anders, lo convinsero a riferirlo. I medici consultati conclusero che la malattia accusata da Borman non fosse altro che un'influenza di 24 ore o una reazione alla pillola assunta per dormire.

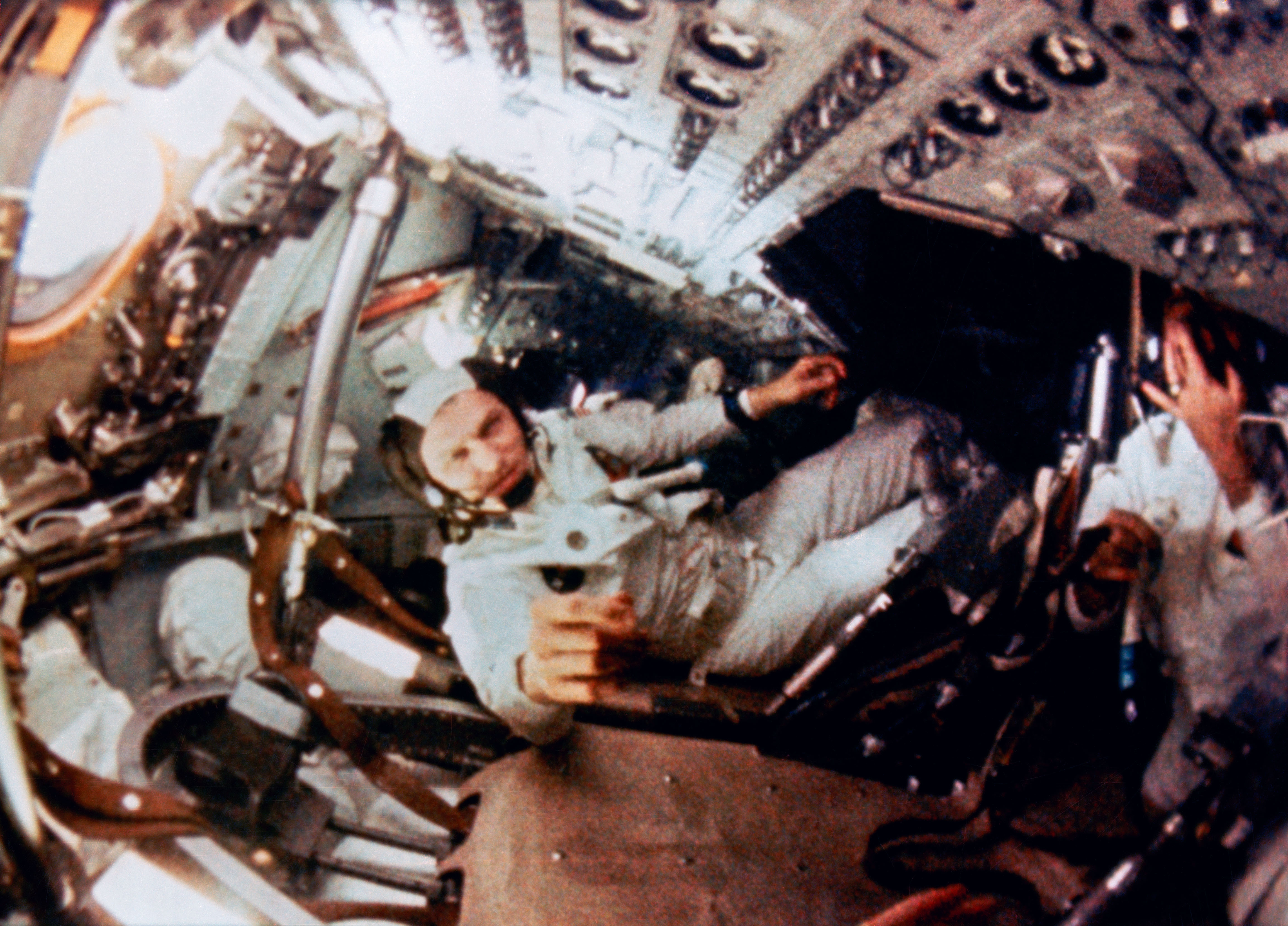
Frank Borman in orbita, nel modulo di comando dell'Apollo 8.

La NASA non acquistò piena coscienza della sindrome e dei suoi effetti nemmeno quando procedette al lancio della missione successiva, l'Apollo 9. Se il disagio provocato dalla malattia di Borman si era verificato nel corso del viaggio verso la Luna, senza di fatto alterare il programma della missione, l'impatto del mal di spazio sul programma dell'Apollo 9 fu più significativo allorché l'astronauta Russell Schweickart iniziò a manifestarne i sintomi nel corso del terzo giorno di volo. L'Apollo 9, una delle missioni preparatorie del Programma Apollo in previsione dello sbarco sulla Luna, fu lanciata il 3 marzo 1969. Nel corso della missione, che si svolse in orbita terrestre bassa, l'equipaggio eseguì diverse manovre, tra le quali lo sgancio e riaggancio del Modulo Lunare (LEM) dal Modulo di Comando e Servizio (CSM); Schweickart, inoltre, fu impegnato in un'attività extraveicolare, della quale, tuttavia, dovette dimezzare la durata a causa del malessere che persistette per giorni. Tornato a terra, Schweickart offrì di sottoporsi a prove mediche ed esperimenti affinché la NASA potesse acquisire informazioni – e forse trovare dei rimedi – sulle condizioni in cui era venuto a trovarsi nello spazio. Tali iniziali ricerche sulla sindrome da adattamento allo spazio diedero tuttavia scarsi risultati.
Nel corso delle missioni Apollo, cui parteciparono 33 astronauti, furono complessivamente registrati 3 casi gravi, 2 moderati e 6 lievi. Non provarono disagio coloro che raggiunsero la superficie lunare.

### Le prime stazioni spaziali e lo Space Shuttle

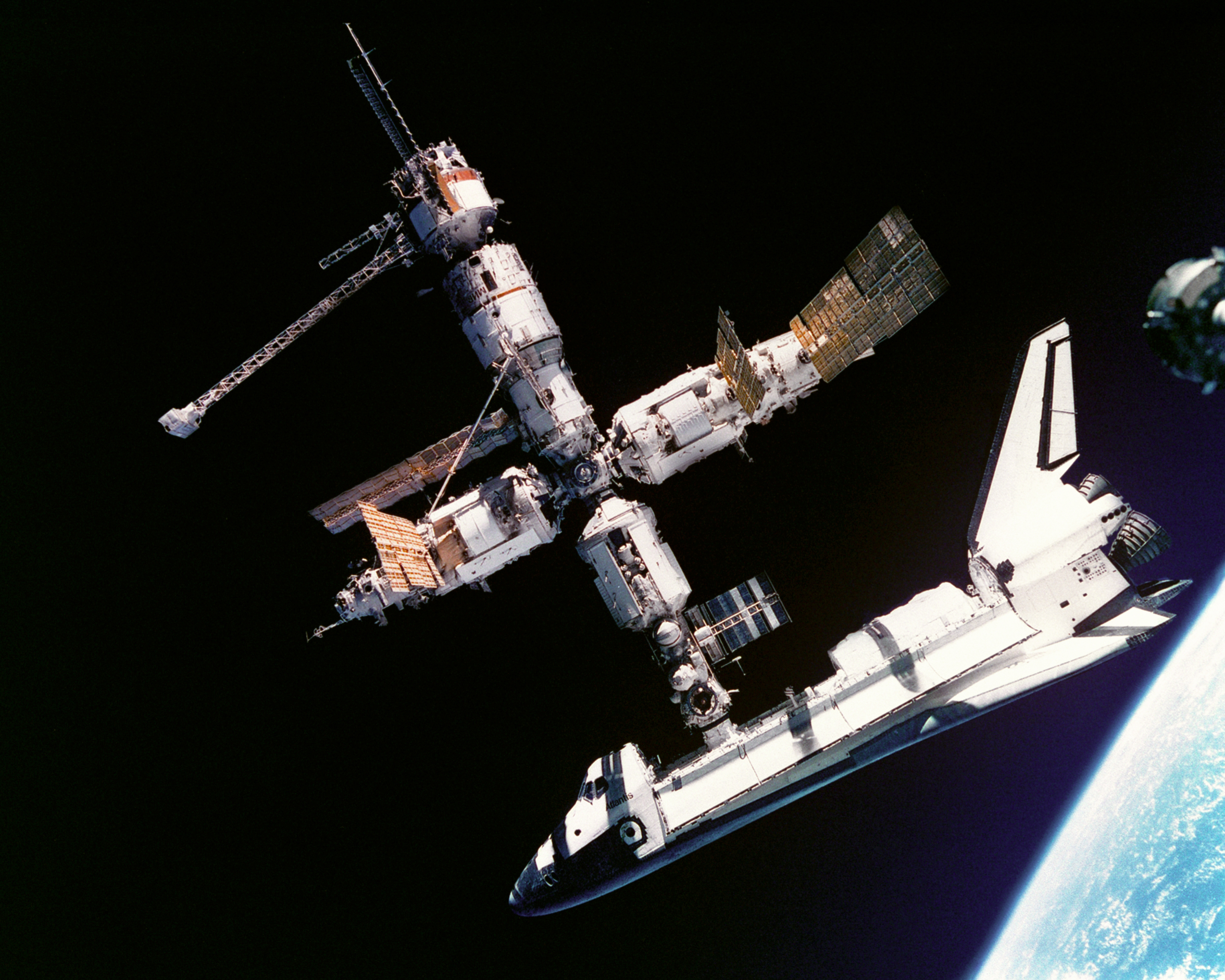
Lo Space Shuttle Atlantis attraccato alla stazione spaziale sovietica Mir il 4 luglio 1995. L'immagine consente di confrontare le dimensioni delle due strutture.

La NASA decise di approfondire la comprensione dei disturbi manifestati dagli astronauti nello spazio eseguendo degli studi in orbita entro il Programma Skylab (1973-1974). Nel vasto ambiente cilindrico del laboratorio, la metà degli astronauti coinvolti manifestò la comparsa di sintomi legati alla sindrome da adattamento allo spazio. Nel corso della missione Skylab 3 soffrirono di mal di spazio tutti e tre i membri dell'equipaggio: Jack Lousma, Owen Garriott e il veterano dell'Apollo 12 Alan Bean, che pure non aveva avuto problemi in precedenza. Analoga situazione si presentò sulle stazioni spaziali sovietiche del Programma Saljut (1971-1986).

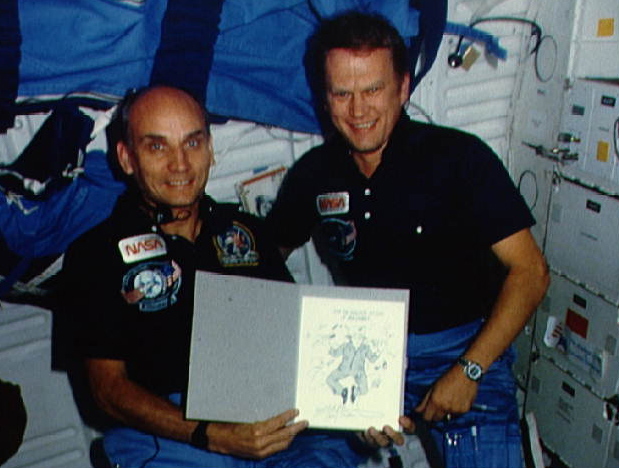
Jake Garn e Karol Bobko nello Space Shuttle, in orbita. Garn manifestò sintomi della SAS così accentuali che la NASA ha creato la "scala Garn" per misurare la gravità della sindrome.

Fu con i voli dello Space Shuttle che la situazione divenne chiara e manifesta in tutta la sua interezza, perché la navetta disponeva di spazi ancora più ampi che lo Skylab. Garriott, che ebbe esperienza di entrambi, accusò i sintomi peggiori sullo Shuttle. Due terzi degli astronauti che hanno viaggiato sullo Space Shuttle e sulle Sojuz hanno sofferto della sindrome da adattamento allo spazio. Una delle esperienze peggiori fu vissuta da Jake Garn, che partecipò alla missione STS-51-D dello Space Shuttle Discovery, lanciata il 12 aprile 1985. Membro del Congresso degli Stati Uniti, Garn partecipò alla missione come osservatore e come soggetto per esperimenti medici sulla sindrome da adattamento allo spazio. I sintomi da lui manifestati furono così acuti che successivamente sarebbero stati assunti come valore apicale in una scala di misura del fenomeno.
Esperimenti condotti sullo Space Shuttle hanno comunque permesso di osservare che un astronauta adeguatamente addestrato riesce a svolgere i propri compiti anche se interessato da sindrome da adattamento allo spazio.

### Lunghe permanenze nello spazio
È stato osservato che lunghe permanenze nello spazio – ad esempio quelle avvenute su stazioni spaziali come la Stazione spaziale internazionale – portano l'organismo umano ad adattarsi all'insolita situazione di microgravità, con la conseguenza che sintomi analoghi a quelli determinati dalla sindrome da adattamento allo spazio possono manifestarsi al rientro sulla Terra.
Il mal di spazio potrebbe rappresentare un ostacolo allo sfruttamento a scopo commerciale dello spazio, perché potrebbe rendere poco piacevole l'esperienza turistica di una breve permanenza in orbita.

## Eziologia

Effetti della microgravità sulla distribuzione del sangue nel corpo umano.

Sono generalmente indicate due principali cause del mal di spazio. Quella comunemente accettata è che sia dovuto ai segnali contrastanti ricevuti dal cervello dagli organi sensoriali rispetto a quelli che regolano l'equilibrio (l'apparato vestibolare). In alternativa, l'origine del fenomeno potrebbe essere determinata solamente dalle erronee percezioni dell'apparato vestibolare. La sindrome appare comunque correlata a moti del capo.
La sindrome può manifestarsi anche al ritorno a terra dopo un prolungato periodo in ambiente con microgravità, qual è la Stazione spaziale internazionale; in tal caso è indicata come "sindrome da sbarco". Viceversa, durante la permanenza sulla superficie lunare, gli astronauti delle missioni Apollo non ne hanno sofferto. Al rientro sulla Terra i sintomi sono generalmente lievi, ma andrebbero approfondite le conseguenze che potrebbero avere in eventuali missioni con equipaggio su Marte.

## Clinica
I sintomi associati alla sindrome da adattamento allo spazio comprendono vomito, diarrea, mancanza di appetito, cefalea e malessere diffuso e, in una forma più lieve indicata come "space fog" (annebbiamento da spazio), sonnolenza e disorientamento.
I sintomi possono manifestarsi dopo qualche ora dall'ingresso in orbita e possono perdurare per un periodo compreso tra le 12 e le 72 ore, con la media che si attesta tra le 30-48 ore. Non sono state osservate differenze per sesso, ruolo nell'equipaggio, età o esperienza. Se un astronauta ha manifestato i sintomi al primo volo, è molto probabile che li sperimenterà anche nei voli successivi. Viceversa, un'esperienza pregressa nello spazio non sembra allontanare il rischio della manifestazione dei sintomi. L'incidenza tra gli astronauti è piuttosto alta. La sensibilità del singolo astronauta non sembra correlabile alla sua risposta a sindromi analoghe determinate da mezzi in movimento, quale il mal di mare.
Nei casi, molto frequenti, in cui la sindrome da adattamento allo spazio si manifesta al rientro, i sintomi sono piuttosto lievi e riguardano prevalentemente difficoltà di coordinazione motoria.

## Trattamento

### Trattamento farmacologico
Sono state messe a punto alcune terapie farmacologiche per alleviare i sintomi determinati dalla sindrome da adattamento allo spazio, tutte parzialmente efficaci e con effetti collaterali più o meno marcati, il più frequente dei quali è la sonnolenza. In particolare, la metoclopramide e la scopolamina sono state entrambe utilizzate dalla NASA per trattare i sintomi degli astronauti statunitensi. Inoltre, è stata testata in orbita l'efficacia della prometazina durante la missione STS-29 dello Space Shuttle Discovery, lanciata il 13 marzo 1989. Alcuni studi suggeriscono che tra i farmaci che meglio preservano la risposta cognitiva dell'equipaggio, la meclizina sia il migliore, seguita dalla scopolamina, dalla prometazina e dal Lorazepam.

### Allenamento
Come detto, un astronauta adeguatamente addestrato riesce a svolgere i propri compiti anche se interessato da sindrome da adattamento allo spazio. L'addestramento nella realtà virtuale ha dato risultati promettenti.
Gli astronauti vengono generalmente sottoposti a sessioni di addestramento con voli parabolici, durante i quali viene raggiunta una condizione di quasi assenza di peso per circa 20-30 secondi per ogni ripetizione. È così frequente che le persone a bordo manifestino nausea che alcuni veicoli di addestramento sono stati ribattezzati Vomit Comet ("cometa del vomito"). Nonostante essi siano usati sin dagli anni sessanta per studiare la suscettibilità dell'organismo alla chinetosi, e da questa desumere quella alla sindrome da adattamento allo spazio, non è stata trovata una correlazione significativa tra i due fenomeni.